# Arbeitsgemeinschaft Diehl Nammo
Die Arbeitsgemeinschaft Diehl Nammo ist ein Zusammenschluss von Diehl Defence und Nammo zur Massenproduktion von 155 mm Artilleriegeschossen, in Kurzform ARGE DiNa 155 mm.

## Struktur des Projekts
Für jeden Abschuss einer modernen Artilleriemunition werden vier wesentliche Komponenten benötigt, die sehr unterschiedliche Anforderungen in der Technologie und Produktion haben:
- Geschossmantel aus hitzebehandeltem Stahl
- Explosive Füllung aus insensitivem Sprengstoff
- Treibladung
- Zünder unterschiedlicher Art

Geschosse mit Base-Bleed benötigen zusätzlich noch einen
- Treibsatz für den Base-Bleed

Beide Unternehmen sind jeweils auf ihrem Spezialgebiet führend in ihrer Technologie, sind jedoch aufgrund ihrer Finanzkraft und begrenzten Technologiebasis alleine nicht fähig eine Massenproduktion zu unterhalten.
Nammo hat große Erfahrung im Bereich der Produktion von Geschossen, Sprengstoffen, Treibladungen und Explosivstoffen aller Art. Nammo wird demnach für die Anlagen zur Herstellung des Sprengstoffs und der Treibladungen verantwortlich sein. Die Zusammenarbeit mit Chemring Nobel AS und Dynamit Nobel Defence wird die Herstellung des Sprengstoffs, der Treibladungen und die Füllung für den Base-Bleed in Deutschland ermöglichen. Seit 2022 hat sich immer wieder die Beschaffung von insensitiven Explosivstoffen für die Füllung der Artilleriegranaten als Engpass bei der Aufweitung der Produktion herausgestellt. Nammo hat Wurzeln, die bis zu Dynamit-Nobel zurückreichen.
Diehl wiederum ist seit langem ein weltweit führender Hersteller und Entwickler von Zündern unterschiedlichster Arten und ist im Rahmen von DiNa auch verantwortlich für die Produktion des Geschossmantels. Diehl hat Erfahrung in der Entwicklung und Produktion von spezieller Artilleriemunition und entwickelte die Munitionsfamilie Vulcano in Kooperation mit Leonardo und SMArt 155 in Kooperation mit Rheinmetall. Die Produktion und Lieferung der Zünder erfolgt durch die Diehl-Tochter Junghans Microtec. Die Zünder sind das technologisch am weitesten fortgeschrittene Teil eines Artilleriegeschosses.

## Technische Daten DiNa 155mm HE-IM
Das reichweitengesteigerte Geschoss vom Typ Splitter- und Sprenggeschoss mit einer Füllung von etwas mehr als 10 kg insensitivem Sprengstoff MCX-6100 wurde von Nammo entwickelt. Das Geschoss entspricht dem Joint Ballistics Memorandum of Understanding für 155-mm-Artilleriegeschosse und kann somit aus einer Vielzahl von alten und neueren Artillerie-Geschützen verschossen werden. Es hat einen weiten Bereich von Einsatzmöglichkeiten und ist effektiv gegen leicht gepanzerte und ungepanzerte Ziele. Diverse Länder haben das Geschoss für den Einsatz mit ihren nationalen Streitkräften akzeptiert. Der Geschossmantel hat einen aufgeschraubten Hohlboden, der durch ein Base Bleed ersetzt werden kann. Das DiNa 155 HE-IM ist konzipiert für die Aufnahme von Zündern mit langer Einschraubtiefe, beispielsweise dem Lenkzünder 2DGMArt von Diehl Defence. Es ist insbesondere für den Einsatz zusammen mit der PzH2000 und dem RCH-155 konzipiert.
| Technische Daten                                                   | Technische Daten                           |
| ------------------------------------------------------------------ | ------------------------------------------ |
| Gewicht mit Zünder                                                 | 44,2 kg                                    |
| Mündungsgeschwindigkeit V0 (6× Treibladung DM72, 52 Kaliberlängen) | 935 m/s                                    |
| Maximale Schussweite Base Bleed                                    | 41 km (L52) 30 km (L39)                    |
| Maximale Schussweite Hohlboden                                     | 32 km (L52) 24 km (L39)                    |
| Streuung auf 20 km mit Hohlboden                                   | <± 50 m in Schussrichtung ± 10 m in Azimut |
| Explosive Füllung                                                  | insensitiver Sprengstoff MCX-6100 IM       |
| Einsatztemperatur                                                  | -46ºC bis +63ºC                            |

## Verträge und Ausbau der Produktion
Im Juni 2023 wurde ein Rahmenvertrag abgeschlossen, der die Option zur Lieferung von 350.000 DiNa 155mm HE-IM Geschossen bis 2029 vorsieht, dem entspricht eine Liefermenge von 70.000 Stück pro Jahr, darin enthalten ist die Lieferung der notwendigen Treibladungen und Zünder. Ein Teil davon ist eine erste Lieferung von 4.700 Stück für 27,3 Millionen €, die bis 2025 in die Ukraine geliefert werden.
Der bestehende Rahmenvertrag wurde im Juni 2024 substanziell erweitert. Die vereinbarten Mengen und Preise wurden nicht veröffentlicht, es handelt sich aber dabei nach den Firmenangaben um den größten Auftrag über konventionelle Artilleriemunition in der Firmengeschichte. Der neue Vertrag bildet die Grundlage für den Ausbau einer nationalen Fertigungslinie.
Nach Angaben von Hartpunkt.de hat der Rahmenvertrag ein Volumen von bis zu 15 Milliarden Euro und umfasst die Lieferung von bis zu 2,35 Millionen kompletten Artillerieschüssen, bestehend aus Geschoss, Treibladung, Treibladungszünder und Zünder. Der erste Schritt umfasst die Lieferung von 200.000 Geschossen, Treibladungen und Zündern im Wert von etwa 1,3 Milliarden Euro, die bis 2030 ausgeliefert werden sollen.
Ein Teil der Kosten ist dabei jeweils für die Lieferung von kostenintensiven Kurskorrekturzündern vom Typ 2DGMArt. Diese Zünder lassen  sich außer mit dem DiMa 155 mm HE-IM auch mit sonstigen standardisierten Artilleriegeschossen verwenden, sofern sie für den Einsatz mit langen Zündern ausgelegt sind. Durch diesen Zünder wird ein „dummes“ ballistisches Artilleriegeschoss zu einem „intelligenten“ programmierbaren Lenkgeschoss mit hoher Treffgenauigkeit. Die Vorteile kommen insbesondere bei reichweitengesteigerter Munition zum Tragen, bei der bedingt durch die hohe Reichweite und zusätzliche Antriebe die Streuung überproportional zunimmt. Der Einsatz solcher Technologie ändert die Bedingungen für den Einsatz von Rohrartillerie. Zuvor wurde die Artillerie als Flächenwaffe gegen bestimmte Flächen eingesetzt, dabei wurde die Streuung miteingeplant und mit mehr Schüssen die Wahrscheinlichkeit auf wirksame Treffer erhöht. Mit mehr Präzision eröffnet sich immer mehr der Einsatz als Punktzielwaffe, mit der auf große Entfernung einzelne Ziele bis hin zu einzelnen Fahrzeugen bekämpft werden können.